# Volta a Suïssa 2014
La Volta a Suïssa 2014 va ser la 78a edició de la Volta a Suïssa, una competició ciclista per etapes que es disputà per les carreteres de Suïssa i França entre el 14 i el 22 de juny de 2014. El seu recorregut va ser de 1.322,1 km, distribuïts en 9 etapes, amb inici a Bellinzona, amb una contrarellotge individual, i final a Saas-Fee. La cursa era la dissetena prova de l'UCI World Tour 2014.
Per tercer any consecutiu el vencedor final fou el portuguès Rui Costa (Lampre-Merida), el qual aconseguí la victòria final gràcies a la victòria d'etapa en la darrera etapa, en la qual aconseguí recuperar el temps perdut respecte a l'alemany Tony Martin (Omega Pharma-Quick Step), el qual havia liderat la cursa des de la primera etapa. Finalment en segona i tercera posició acabaren Mathias Frank (IAM Cycling) i Bauke Mollema (Belkin Pro Cycling Team), mentre Martin acabava en la quarta posició.
En les classificacions secundàries l'alemany Björn Thurau (Team Europcar) guanyà la classificació de la muntanya, mentre Peter Sagan (Cannondale) aconseguia la dels punts. El Belkin Pro Cycling Team guanyà la classificació per equips.

## Equips participants
En la Volta a Suïssa, en tant, que prova World Tour, hi participen els 18 equips ProTour. A banda, l'organització va fer públic quatre equips convidats entre el 10 de març i el 13 de maig de 2014.
| Núm     | Codi | Equip                   |
| ------- | ---- | ----------------------- |
| 1-8     | LAM  | Lampre-Merida           |
| 11-18   | OPQ  | Omega Pharma-Quick Step |
| 21-28   | MOV  | Movistar Team           |
| 31-38   | KAT  | Team Katusha            |
| 41-48   | SKY  | Team Sky                |
| 51-58   | ALM  | AG2R La Mondiale        |
| 61-68   | BMC  | BMC Racing Team         |
| 71-78   | TCS  | Team Tinkoff-Saxo       |
| 81-88   | TFR  | Trek Factory Racing     |
| 91-98   | OGE  | Orica-GreenEDGE         |
| 101-108 | BEL  | Belkin Pro Cycling Team |

| Núm     | Codi | Equip                 |
| ------- | ---- | --------------------- |
| 111-118 | GRS  | Garmin-Sharp          |
| 121-128 | GIA  | Giant-Shimano         |
| 131-138 | CAN  | Cannondale            |
| 141-148 | AST  | Astana Qazaqstan Team |
| 151-158 | FDJ  | FDJ                   |
| 161-168 | LTB  | Lotto-Belisol         |
| 171-178 | EUC  | Team Europcar         |
| 181-188 | IAM  | IAM Cycling           |
| 191-198 | CCC  | CCC Polsat Polkowice  |
| 201-208 | MTN  | MTN Qhubeka           |
| 211-218 | WGG  | Wanty-Groupe Gobert   |

## Etapes
| Etapa    | Data       | Recorregut                   |                           | Km    | Vencedor d'etapa     | Líder de la general | Ref.   |
| -------- | ---------- | ---------------------------- | ------------------------- | ----- | -------------------- | ------------------- | ------ |
| 1a etapa | 14 de juny | Bellinzona - Bellinzona      | contrarellotge individual | 9,4   | Tony Martin (GER)    | Tony Martin (GER)   | [ 8 ]  |
| 2a etapa | 15 de juny | Bellinzona - Sarnen          | Etapa de muntanya         | 181,8 | Cameron Meyer (AUS)  | Tony Martin (GER)   | [ 9 ]  |
| 3a etapa | 16 de juny | Sarnen - Heiden              | Etapa de mitja muntanya   | 202,9 | Peter Sagan (SVK)    | Tony Martin (GER)   | [ 10 ] |
| 4a etapa | 17 de juny | Heiden - Ossingen            | Etapa plana               | 160,4 | Mark Cavendish (GBR) | Tony Martin (GER)   | [ 11 ] |
| 5a etapa | 18 de juny | Ossingen - Büren an der Aare | Etapa plana               | 183,6 | Sacha Modolo (ITA)   | Tony Martin (GER)   | [ 12 ] |
| 6a etapa | 19 de juny | Büren an der Aare - Delémont | Etapa de mitja muntanya   | 183,5 | Matteo Trentin (ITA) | Tony Martin (GER)   | [ 13 ] |
| 7a etapa | 20 de juny | Worb - Worb                  | contrarellotge individual | 24,7  | Tony Martin (GER)    | Tony Martin (GER)   | [ 14 ] |
| 8a etapa | 21 de juny | Delémont - Verbier           | Etapa de muntanya         | 219,1 | Esteban Chaves (COL) | Tony Martin (GER)   | [ 15 ] |
| 9a etapa | 22 de juny | Martigny - Saas-Fee          | Etapa de muntanya         | 156,7 | Rui Costa (POR)      | Rui Costa (POR)     | [ 1 ]  |

### 1a etapa
14 de juny de 2013 — Bellinzona - Bellinzona, 9,4 km, contrarellotge individual
| Resultats i classificació després de la 1a etapa \| \| Ciclista \| Equip \| Temps \| \| -- \| ------------------------ \| ----------------------- \| ------- \| \| 1 \| Tony Martin (GER) \| Omega Pharma-Quick Step \| 13' 48" \| \| 2 \| Tom Dumoulin (NED) \| Giant-Shimano \| + 6" \| \| 3 \| Rohan Dennis (AUS) \| Garmin-Sharp \| + 13" \| \| 4 \| Fabian Cancellara (SUI) \| Trek Factory Racing \| + 16" \| \| 5 \| Domenico Pozzovivo (ITA) \| AG2R La Mondiale \| + 19" \| \| 6 \| Peter Sagan (SVK) \| Cannondale \| + 19" \| \| 7 \| Bauke Mollema (NED) \| Belkin Pro Cycling Team \| + 22" \| \| 8 \| Tom-Jelte Slagter (NED) \| Garmin-Sharp \| + 23" \| \| 9 \| Ion Izagirre (ESP) \| Movistar Team \| + 27" \| \| 10 \| Mattia Cattaneo (ITA) \| Lampre-Merida \| + 29" \| |                          |                         |         |
| | Ciclista                 | Equip                   | Temps   |
| 1 | Tony Martin (GER)        | Omega Pharma-Quick Step | 13' 48" |
| 2 | Tom Dumoulin (NED)       | Giant-Shimano           | + 6"    |
| 3 | Rohan Dennis (AUS)       | Garmin-Sharp            | + 13"   |
| 4 | Fabian Cancellara (SUI)  | Trek Factory Racing     | + 16"   |
| 5 | Domenico Pozzovivo (ITA) | AG2R La Mondiale        | + 19"   |
| 6 | Peter Sagan (SVK)        | Cannondale              | + 19"   |
| 7 | Bauke Mollema (NED)      | Belkin Pro Cycling Team | + 22"   |
| 8 | Tom-Jelte Slagter (NED)  | Garmin-Sharp            | + 23"   |
| 9 | Ion Izagirre (ESP)       | Movistar Team           | + 27"   |
| 10 | Mattia Cattaneo (ITA)    | Lampre-Merida           | + 29"   |

### 2a etapa
15 de juny de 2014 — Bellinzona - Sarnen, 182 km
|    | Ciclista                | Equip                 | Temps      |
| -- | ----------------------- | --------------------- | ---------- |
| 1  | Cameron Meyer (AUS)     | Orica-GreenEDGE       | 5h 08' 18" |
| 2  | Philip Deignan (IRL)    | Team Sky              | m. t.      |
| 3  | Larry Warbasse (USA)    | BMC Racing Team       | m. t.      |
| 4  | Peter Sagan (SVK)       | Cannondale            | + 14"      |
| 5  | Ben Swift (GBR)         | Team Sky              | + 14"      |
| 6  | Silvan Dillier (SUI)    | BMC Racing Team       | + 14"      |
| 7  | Koen de Kort (NED)      | Giant-Shimano         | + 14"      |
| 8  | Nino Schurter (SUI)     | Orica-GreenEDGE       | + 14"      |
| 9  | Enrico Gasparotto (ITA) | Astana Qazaqstan Team | + 14"      |
| 10 | Alexandr Kolobnev (RUS) | Team Katusha          | + 14"      |

|    | Ciclista                | Equip                   | Temps      |
| -- | ----------------------- | ----------------------- | ---------- |
| 1  | Tony Martin (GER)       | Omega Pharma-Quick Step | 5h 22' 20" |
| 2  | Tom Dumoulin (NED)      | Giant-Shimano           | + 6"       |
| 3  | Rohan Dennis (AUS)      | Garmin-Sharp            | + 13"      |
| 4  | Peter Sagan (SVK)       | Cannondale              | + 19"      |
| 5  | Bauke Mollema (NED)     | Belkin Pro Cycling Team | + 22"      |
| 6  | Tom-Jelte Slagter (NED) | Garmin-Sharp            | + 23"      |
| 7  | Philip Deignan (IRL)    | Team Sky                | + 27"      |
| 8  | Ion Izagirre (ESP)      | Movistar Team           | + 27"      |
| 9  | Mattia Cattaneo (ITA)   | Lampre-Merida           | + 29"      |
| 10 | Peter Kennaugh (GBR)    | Team Sky                | + 29"      |

### 3a etapa
16 de juny de 2014 — Sarnen - Heiden, 203 km
|    | Ciclista                 | Equip                   | Temps      |
| -- | ------------------------ | ----------------------- | ---------- |
| 1  | Peter Sagan (SVK)        | Cannondale              | 5h 22' 09" |
| 2  | Michael Albasini (SUI)   | Orica-GreenEDGE         | m. t.      |
| 3  | Sergio Henao (COL)       | Team Sky                | m. t.      |
| 4  | Bauke Mollema (NED)      | Belkin Pro Cycling Team | m. t.      |
| 5  | Cadel Evans (AUS)        | BMC Racing Team         | m. t.      |
| 6  | José Joaquín Rojas (ESP) | Movistar Team           | m. t.      |
| 7  | Rui Costa (POR)          | Lampre-Merida           | m. t.      |
| 8  | Thibaut Pinot (FRA)      | FDJ                     | m. t.      |
| 9  | Mathias Frank (SUI)      | IAM Cycling             | m. t.      |
| 10 | Roman Kreuziger (CZE)    | Team Tinkoff-Saxo       | m. t.      |

|    | Ciclista                | Equip                   | Temps       |
| -- | ----------------------- | ----------------------- | ----------- |
| 1  | Tony Martin (GER)       | Omega Pharma-Quick Step | 10h 44' 34" |
| 2  | Tom Dumoulin (NED)      | Giant-Shimano           | + 6"        |
| 3  | Peter Sagan (SVK)       | Cannondale              | + 14"       |
| 4  | Bauke Mollema (NED)     | Belkin Pro Cycling Team | + 17"       |
| 5  | Tom-Jelte Slagter (NED) | Garmin-Sharp            | + 23"       |
| 6  | Davide Formolo (ITA)    | Cannondale              | + 27"       |
| 7  | Ion Izagirre (ESP)      | Movistar Team           | + 27"       |
| 8  | Roman Kreuziger (CZE)   | Team Tinkoff-Saxo       | + 28"       |
| 9  | Mathias Frank (SUI)     | IAM Cycling             | + 29"       |
| 10 | Mattia Cattaneo (ITA)   | Lampre-Merida           | + 29"       |

### 4a etapa
17 de juny de 2014 — Heiden - Ossingen, 160 km
|    | Ciclista                 | Equip                   | Temps      |
| -- | ------------------------ | ----------------------- | ---------- |
| 1  | Mark Cavendish (GBR)     | Omega Pharma-Quick Step | 3h 35' 03" |
| 2  | Juan José Lobato (ESP)   | Movistar Team           | m. t.      |
| 3  | Peter Sagan (SVK)        | Cannondale              | m. t.      |
| 4  | Sacha Modolo (ITA)       | Lampre-Merida           | m. t.      |
| 5  | Alexander Kristoff (NOR) | Team Katusha            | m. t.      |
| 6  | Danny van Poppel (NED)   | Trek Factory Racing     | m. t.      |
| 7  | Jonas Vangenechten (BEL) | Lotto-Belisol           | m. t.      |
| 8  | Davide Appollonio (ITA)  | AG2R La Mondiale        | m. t.      |
| 9  | José Joaquín Rojas (ESP) | Movistar Team           | m. t.      |
| 10 | Matthew Goss (AUS)       | Orica-GreenEDGE         | m. t.      |

|    | Ciclista                | Equip                   | Temps       |
| -- | ----------------------- | ----------------------- | ----------- |
| 1  | Tony Martin (GER)       | Omega Pharma-Quick Step | 14h 19' 41" |
| 2  | Tom Dumoulin (NED)      | Giant-Shimano           | + 6"        |
| 3  | Peter Sagan (SVK)       | Cannondale              | + 10"       |
| 4  | Bauke Mollema (NED)     | Belkin Pro Cycling Team | + 17"       |
| 5  | Tom-Jelte Slagter (NED) | Garmin-Sharp            | + 23"       |
| 6  | Davide Formolo (ITA)    | Cannondale              | + 27"       |
| 7  | Ion Izagirre (ESP)      | Movistar Team           | + 27"       |
| 8  | Roman Kreuziger (CZE)   | Team Tinkoff-Saxo       | + 28"       |
| 9  | Mathias Frank (SUI)     | IAM Cycling             | + 29"       |
| 10 | Mattia Cattaneo (ITA)   | Lampre-Merida           | + 29"       |

### 5a etapa
18 de juny de 2014 — Ossingen - Büren an der Aare, 184 km
|    | Ciclista                 | Equip                 | Temps      |
| -- | ------------------------ | --------------------- | ---------- |
| 1  | Sacha Modolo (ITA)       | Lampre-Merida         | 4h 08' 06" |
| 2  | Peter Sagan (SVK)        | Cannondale            | m. t.      |
| 3  | John Degenkolb (GER)     | Giant-Shimano         | m. t.      |
| 4  | Alexander Kristoff (NOR) | Team Katusha          | m. t.      |
| 5  | José Joaquín Rojas (ESP) | Movistar Team         | m. t.      |
| 6  | Danny van Poppel (NED)   | Trek Factory Racing   | m. t.      |
| 7  | Jonas Vangenechten (BEL) | Lotto-Belisol         | m. t.      |
| 8  | Heinrich Haussler (AUS)  | IAM Cycling           | m. t.      |
| 9  | Nino Schurter (SUI)      | Orica-GreenEDGE       | m. t.      |
| 10 | Jacopo Guarnieri (ITA)   | Astana Qazaqstan Team | m. t.      |

|    | Ciclista                | Equip                   | Temps       |
| -- | ----------------------- | ----------------------- | ----------- |
| 1  | Tony Martin (GER)       | Omega Pharma-Quick Step | 18h 27' 47" |
| 2  | Tom Dumoulin (NED)      | Giant-Shimano           | + 6"        |
| 3  | Peter Sagan (SVK)       | Cannondale              | + 10"       |
| 4  | Bauke Mollema (NED)     | Belkin Pro Cycling Team | + 17"       |
| 5  | Tom-Jelte Slagter (NED) | Garmin-Sharp            | + 23"       |
| 6  | Davide Formolo (ITA)    | Cannondale              | + 27"       |
| 7  | Ion Izagirre (ESP)      | Movistar Team           | + 27"       |
| 8  | Roman Kreuziger (CZE)   | Team Tinkoff-Saxo       | + 28"       |
| 9  | Mathias Frank (SUI)     | IAM Cycling             | + 29"       |
| 10 | Mattia Cattaneo (ITA)   | Lampre-Merida           | + 29"       |

### 6a etapa
19 de juny de 2014 — Büren an der Aare - Delémont, 184 km
|    | Ciclista                 | Equip                   | Temps      |
| -- | ------------------------ | ----------------------- | ---------- |
| 1  | Matteo Trentin (ITA)     | Omega Pharma-Quick Step | 4h 43' 19" |
| 2  | Daniele Bennati (ITA)    | Team Tinkoff-Saxo       | m. t.      |
| 3  | Francesco Gavazzi (ITA)  | Astana Qazaqstan Team   | m. t.      |
| 4  | Ben Swift (GBR)          | Team Sky                | m. t.      |
| 5  | Peter Sagan (SVK)        | Cannondale              | m. t.      |
| 6  | Sacha Modolo (ITA)       | Lampre-Merida           | m. t.      |
| 7  | José Joaquín Rojas (ESP) | Movistar Team           | m. t.      |
| 8  | Silvan Dillier (SUI)     | BMC Racing Team         | m. t.      |
| 9  | Sergio Henao (COL)       | Team Sky                | m. t.      |
| 10 | Tosh Van der Sande (BEL) | Lotto-Belisol           | m. t.      |

|    | Ciclista                | Equip                   | Temps       |
| -- | ----------------------- | ----------------------- | ----------- |
| 1  | Tony Martin (GER)       | Omega Pharma-Quick Step | 23h 11' 06" |
| 2  | Tom Dumoulin (NED)      | Giant-Shimano           | + 6"        |
| 3  | Peter Sagan (SVK)       | Cannondale              | + 10"       |
| 4  | Bauke Mollema (NED)     | Belkin Pro Cycling Team | + 17"       |
| 5  | Tom-Jelte Slagter (NED) | Garmin-Sharp            | + 23"       |
| 6  | Davide Formolo (ITA)    | Cannondale              | + 27"       |
| 7  | Ion Izagirre (ESP)      | Movistar Team           | + 27"       |
| 8  | Roman Kreuziger (CZE)   | Team Tinkoff-Saxo       | + 28"       |
| 9  | Mathias Frank (SUI)     | IAM Cycling             | + 29"       |
| 10 | Mattia Cattaneo (ITA)   | Lampre-Merida           | + 29"       |

### 7a etapa
20 de juny de 2014 — Worb - Worb, 24,7 km, contrarellotge individual
|    | Ciclista                | Equip                   | Temps    |
| -- | ----------------------- | ----------------------- | -------- |
| 1  | Tony Martin (GER)       | Omega Pharma-Quick Step | 31' 37"  |
| 2  | Tom Dumoulin (NED)      | Giant-Shimano           | + 22"    |
| 3  | Rui Costa (POR)         | Lampre-Merida           | + 28"    |
| 4  | Fabian Cancellara (SUI) | Trek Factory Racing     | + 41"    |
| 5  | Mathias Frank (SUI)     | IAM Cycling             | + 45"    |
| 6  | Lawson Craddock (USA)   | Giant-Shimano           | + 59"    |
| 7  | Stef Clement (NED)      | Belkin Pro Cycling Team | + 1' 02" |
| 8  | Ion Izagirre (ESP)      | Movistar Team           | + 1' 06" |
| 9  | Thibaut Pinot (FRA)     | FDJ                     | + 1' 13" |
| 10 | Mattia Cattaneo (ITA)   | Lampre-Merida           | + 1' 13" |

|    | Ciclista              | Equip                   | Temps       |
| -- | --------------------- | ----------------------- | ----------- |
| 1  | Tony Martin (GER)     | Omega Pharma-Quick Step | 23h 42' 43" |
| 2  | Tom Dumoulin (NED)    | Giant-Shimano           | + 28"       |
| 3  | Rui Costa (POR)       | Lampre-Merida           | + 1' 05"    |
| 4  | Mathias Frank (SUI)   | IAM Cycling             | + 1' 14"    |
| 5  | Ion Izagirre (ESP)    | Movistar Team           | + 1' 33"    |
| 6  | Peter Sagan (SVK)     | Cannondale              | + 1' 36"    |
| 7  | Lawson Craddock (USA) | Giant-Shimano           | + 1' 42"    |
| 8  | Mattia Cattaneo (ITA) | Lampre-Merida           | + 1' 42"    |
| 9  | Davide Formolo (ITA)  | Cannondale              | + 1' 47"    |
| 10 | Thibaut Pinot (FRA)   | FDJ                     | + 1' 48"    |

### 8a etapa
21 de juny de 2014 — Delémont - Verbier, 219 km
|    | Ciclista              | Equip                   | Temps      |
| -- | --------------------- | ----------------------- | ---------- |
| 1  | Esteban Chaves (COL)  | Orica-GreenEDGE         | 5h 11' 16" |
| 2  | Roman Kreuziger (CZE) | Team Tinkoff-Saxo       | + 3"       |
| 3  | Bauke Mollema (NED)   | Belkin Pro Cycling Team | + 3"       |
| 4  | Eros Capecchi (ITA)   | Movistar Team           | + 16"      |
| 5  | Janier Acevedo (COL)  | Garmin-Sharp            | + 17"      |
| 6  | Philip Deignan (IRL)  | Team Sky                | + 17"      |
| 7  | Tony Martin (GER)     | Omega Pharma-Quick Step | + 17"      |
| 8  | Davide Formolo (ITA)  | Cannondale              | + 17"      |
| 9  | Rui Costa (POR)       | Lampre-Merida           | + 17"      |
| 10 | Mathias Frank (SUI)   | IAM Cycling             | + 17"      |

|    | Ciclista              | Equip                   | Temps       |
| -- | --------------------- | ----------------------- | ----------- |
| 1  | Tony Martin (GER)     | Omega Pharma-Quick Step | 28h 54' 16" |
| 2  | Tom Dumoulin (NED)    | Giant-Shimano           | + 51"       |
| 3  | Rui Costa (POR)       | Lampre-Merida           | + 1' 05"    |
| 4  | Mathias Frank (SUI)   | IAM Cycling             | + 1' 14"    |
| 5  | Bauke Mollema (NED)   | Belkin Pro Cycling Team | + 1' 41"    |
| 6  | Davide Formolo (ITA)  | Cannondale              | + 1' 47"    |
| 7  | Roman Kreuziger (CZE) | Team Tinkoff-Saxo       | + 1' 50"    |
| 8  | Janier Acevedo (COL)  | Garmin-Sharp            | + 2' 07"    |
| 9  | Eros Capecchi (ITA)   | Movistar Team           | + 2' 29"    |
| 10 | Cadel Evans (AUS)     | BMC Racing Team         | + 2' 30"    |

### 9a etapa
22 de juny de 2014 — Martigny - Saas-Fee, 157 km
|    | Ciclista              | Equip                   | Temps      |
| -- | --------------------- | ----------------------- | ---------- |
| 1  | Rui Costa (POR)       | Lampre-Merida           | 4h 13' 14" |
| 2  | Bauke Mollema (NED)   | Belkin Pro Cycling Team | + 14"      |
| 3  | Mathias Frank (SUI)   | IAM Cycling             | + 24"      |
| 4  | Steve Morabito (SUI)  | BMC Racing Team         | + 47"      |
| 5  | Oliver Zaugg (SUI)    | Team Tinkoff-Saxo       | + 47"      |
| 6  | André Cardoso (POR)   | Garmin-Sharp            | + 1' 28"   |
| 7  | Jérémy Roy (FRA)      | FDJ                     | + 1' 41"   |
| 8  | Marcel Wyss (SUI)     | IAM Cycling             | + 1' 48"   |
| 9  | Tom Dumoulin (NED)    | Giant-Shimano           | + 2' 18"   |
| 10 | Roman Kreuziger (CZE) | Team Tinkoff-Saxo       | + 2' 18"   |

|    | Ciclista              | Equip                   | Temps       |
| -- | --------------------- | ----------------------- | ----------- |
| 1  | Rui Costa (POR)       | Lampre-Merida           | 33h 08' 35" |
| 2  | Mathias Frank (SUI)   | IAM Cycling             | + 33"       |
| 3  | Bauke Mollema (NED)   | Belkin Pro Cycling Team | + 50"       |
| 4  | Tony Martin (GER)     | Omega Pharma-Quick Step | + 1' 13"    |
| 5  | Tom Dumoulin (NED)    | Giant-Shimano           | + 2' 04"    |
| 6  | Steve Morabito (SUI)  | BMC Racing Team         | + 2' 47"    |
| 7  | Davide Formolo (ITA)  | Cannondale              | + 3' 00"    |
| 8  | Roman Kreuziger (CZE) | Team Tinkoff-Saxo       | + 3' 03"    |
| 9  | Janier Acevedo (COL)  | Garmin-Sharp            | + 3' 20"    |
| 10 | Eros Capecchi (ITA)   | Movistar Team           | + 3' 46"    |

## Classificacions finals

### Classificació general
|    | Ciclista              | Equip                   | Temps       |
| -- | --------------------- | ----------------------- | ----------- |
| 1  | Rui Costa (POR)       | Lampre-Merida           | 33h 08' 35" |
| 2  | Mathias Frank (SUI)   | IAM Cycling             | + 33"       |
| 3  | Bauke Mollema (NED)   | Belkin Pro Cycling Team | + 50"       |
| 4  | Tony Martin (GER)     | Omega Pharma-Quick Step | + 1' 13"    |
| 5  | Tom Dumoulin (NED)    | Giant-Shimano           | + 2' 04"    |
| 6  | Steve Morabito (SUI)  | BMC Racing Team         | + 2' 47"    |
| 7  | Davide Formolo (ITA)  | Cannondale              | + 3' 00"    |
| 8  | Roman Kreuziger (CZE) | Team Tinkoff-Saxo       | + 3' 03"    |
| 9  | Janier Acevedo (COL)  | Garmin-Sharp            | + 3' 20"    |
| 10 | Eros Capecchi (ITA)   | Movistar Team           | + 3' 46"    |

|   | Ciclista                 | Equip                   | Punts |
| - | ------------------------ | ----------------------- | ----- |
| 1 | Peter Sagan (SVK)        | Cannondale              | 88    |
| 2 | Bauke Mollema (NED)      | Belkin Pro Cycling Team | 46    |
| 3 | Rui Costa (POR)          | Lampre-Merida           | 42    |
| 4 | Tony Martin (GER)        | Omega Pharma-Quick Step | 38    |
| 5 | José Joaquín Rojas (ESP) | Movistar Team           | 37    |

|   | Ciclista                | Equip                   | Punts |
| - | ----------------------- | ----------------------- | ----- |
| 1 | Bjorn Thurau (GER)      | Team Europcar           | 74    |
| 2 | Reto Hollenstein (SUI)  | IAM Cycling             | 37    |
| 3 | Bauke Mollema (NED)     | Belkin Pro Cycling Team | 32    |
| 4 | Lawrence Warbasse (USA) | BMC Racing Team         | 28    |
| 5 | Philip Deignan (IRL)    | Team Sky                | 24    |

#### Classificació per equips
| # | Equip                   | Temps       |
| - | ----------------------- | ----------- |
| 1 | Belkin Pro Cycling Team | 99h 38' 25" |
| 2 | Lampre-Merida           | + 5' 14"    |
| 3 | BMC Racing Team         | + 7' 49"    |
| 4 | FDJ                     | + 7' 57"    |
| 5 | IAM Cycling             | + 12' 20"   |

### UCI World Tour
La Volta a Suïssa atorga punts per l'UCI World Tour 2014 sols als ciclistes dels equips de categoria ProTeam.
| Posició               | 1r  | 2n | 3r | 4t | 5è | 6è | 7è | 8è | 9è | 10è |
| Classificació general | 100 | 80 | 70 | 60 | 50 | 40 | 30 | 20 | 10 | 4   |
| Per etapa             | 6   | 4  | 2  | 1  | 1  |    |    |    |    |     |

| #  | Ciclista                         | Equip                   | Punts |
| -- | -------------------------------- | ----------------------- | ----- |
| 1  | Rui Alberto Faria da Costa (POR) | Lampre-Merida           | 108   |
| 2  | Bauke Mollema (NED)              | Belkin Pro Cycling Team | 77    |
| 3  | Tony Martin (GER)                | Omega Pharma-Quick Step | 72    |
| 4  | Tom Dumoulin (NED)               | Giant-Shimano           | 58    |
| 5  | Steve Morabito (SUI)             | BMC Racing Team         | 41    |
| 6  | Davide Formolo (ITA)             | Cannondale              | 30    |
| 7  | Roman Kreuziger (CZE)            | Team Tinkoff-Saxo       | 24    |
| 8  | Peter Sagan (SVK)                | Cannondale              | 14    |
| 9  | Janier Acevedo (COL)             | Garmin-Sharp            | 11    |
| 10 | Sacha Modolo (ITA)               | Lampre-Merida           | 7     |

## Evolució de les classificacions
| Etapa | Vencedor       | Classificació general | Classificació de la muntanya | Classificació dels punts | Classificació per equips |
| ----- | -------------- | --------------------- | ---------------------------- | ------------------------ | ------------------------ |
| 1     | Tony Martin    | Tony Martin           | no entregat                  | Tony Martin              | Garmin-Sharp             |
| 2     | Cameron Meyer  | Tony Martin           | Björn Thurau                 | Peter Sagan              | Garmin-Sharp             |
| 3     | Peter Sagan    | Tony Martin           | Björn Thurau                 | Peter Sagan              | Giant-Shimano            |
| 4     | Mark Cavendish | Tony Martin           | Björn Thurau                 | Peter Sagan              | Giant-Shimano            |
| 5     | Sacha Modolo   | Tony Martin           | Björn Thurau                 | Peter Sagan              | Giant-Shimano            |
| 6     | Matteo Trentin | Tony Martin           | Björn Thurau                 | Peter Sagan              | Giant-Shimano            |
| 7     | Tony Martin    | Tony Martin           | Björn Thurau                 | Peter Sagan              | Giant-Shimano            |
| 8     | Esteban Chaves | Tony Martin           | Björn Thurau                 | Peter Sagan              | Lampre-Merida            |
| 9     | Rui Costa ⋅    | Rui Costa             | Björn Thurau                 | Peter Sagan              | Belkin Pro Cycling Team  |
| Final | Final          | Rui Costa             | Björn Thurau                 | Peter Sagan              | Belkin Pro Cycling Team  |